# 보성서초등학교
보성서초등학교는 대한민국 전라남도 보성군 보성읍 유촌길 151 (대야리)에 있었던 초등학교이다.

## 연혁
- 1938년 7월 1일 보성북공립심상소학교 부설 옥야간이학교 개교(설립인가 6월 1일)
- 1943년 4월 30일 보성서공립국민학교 개교(인가 1일)
- 1982년 4월 16일 병설유치원 개원
- 1996년 3월 1일 보성서초등학교로 개칭
- 1998년 2월 19일 제51회 졸업식(2204명)
- 1998년 3월 1일 폐교 (보성남초등학교로 통합)